# デスポルチーヴァ・フェロヴィアリア
- フェロヴィアリア
- フェホヴィアリア

デスポルチーヴァ・フェロヴィアリア (ポルトガル語: Desportiva Ferroviária) 、正式名称アソシアソン・デスポルチーヴァ・フェホヴィアリア・ヴァリ・ドゥ・ヒウ・ドスィ (Associação Desportiva Ferroviária Vale do Rio Doce) は、ブラジル・エスピリトサント州カリアシカを本拠地とするサッカークラブである。単にデスポルチーヴァ (Desportiva) 、またはデスポルチーヴァ-ES (Desportiva-ES) と表記されることもある。
ホームスタジアムのエスタジオ・エンジェニェイル・アレンカル・アラリピは1966年に開場され、かつては最大22,600人を収容していたが、その後の改修により現在は7,700人に縮小されている。

## 歴史
AEヴァレリオドスィ (Associação Esportiva Valeriodoce) 、フェホヴィアリオSC (Ferroviári Sport Clubo) 、AAカウエ (Associação Atlética Cauê) 、ECグアラニー (Esporte Clube Guarany) 、AAヴァリ (Associação Atlética Vale) 、クルゼイロ (Cruzeiro) の合併により、1963年7月7日にアソシアソン・デスポルチーヴァ・フェホヴィアリア・ヴァリ・ドゥ・ヒウ・ドスィ (Associação Desportiva Ferroviária Vale do Rio Doce) として創設される。これらのクラブはヴァーレ・ド・リオ・ドセの鉄道従業員によって創設されたクラブであり、ヴァーレ・ド・リオ・ドセはこれらのクラブの合併を奨励した。
1964年、カンピオナート・カピシャーバ（エスピリト・サント州選手権）に優勝し、最初のプロフェッショナルタイトルを獲得した。
1974年、カンピオナート・ブラジレイロ・セリエAに初参戦し、34位となる。
1980年、カンピオナート・ブラジレイロ・セリエAにおいて、デスポルチーヴァにとって同大会史上最高の成績である15位となる。
1993年、カンピオナート・ブラジレイロ・セリエAに出場し、29位となる同大会への参加は現在までのところこれが最後になっている。
1999年4月19日、クラブは私会社となり、クラブ名をデスポルチーヴァ・カピシャーバ (Desportiva Capixaba) に改めた。
2011年4月8日、クラブは元の鉄道スポーツチームに帰属することになり、クラブ名も元々のものに改称された。

## タイトル
- カンピオナート・カピシャーバ : 18回
  - 1964, 1965, 1967, 1972, 1974, 1977, 1979, 1980, 1981, 1984, 1986, 1989, 1992, 1994, 1996, 2000, 2013, 2016
- コパ・エスピリト・サント : 1回
  - 2008, 2012
- カンピオナート・カピシャーバ2部 : 2回
  - 2007, 2012
- タッサ・シダーデ・デ・ヴィトーリア : 2回
  - 1966, 1968
- トルネイオ・イニシオ : 1回
  - 1967

## 歴代所属選手
- / エグマル・ゴンザルヴェス 2007 (デスポルチーヴァ・カピシャーバ)
- マルセロ・オリヴェイラ 1984
- ジェオヴァニ 1981-1983, 1997, 2000
- レオナルド 2005
- サヴィオ 2008